# Värstingarna
Värstingarna (engelska: Gridiron Gang) är en amerikansk långfilm från 2006 i regi av Phil Joanou, med Dwayne Johnson, Xzibit, L. Scott Caldwell och Leon Rippy i rollerna.

## Handling
Filmen handlar om en ungdomsanstalt som försöker starta ett lag i amerikansk fotboll så att deras ungdomar ska försöka hålla sig borta från gatorna när de kommer ut. Tränaren Sean Porter (Dwayne Johnson) och assisterande tränaren Malcolm Moore (Xzibit) startar laget och de försöker komma med i en serie. Efter många träningar och en del matcher blir de bättre och bättre och får fler och fler supportrar.
Filmen är baserad på en verklig historia, men en del av filmen är påhittad. Personerna som satt inne i fängelset har själva berättat historien och de visar en liten video på slutet av filmen som visar de riktiga personerna.

## Rollista
| Dwayne Johnson       | – Sean Porter      |
| Xzibit               | – Malcolm Moore    |
| L. Scott Caldwell    | – Bobbi Porter     |
| Leon Rippy           | – Paul Higa        |
| Kevin Dunn           | – Ted Dexter       |
| Jade Yorker          | – Willie Weathers  |
| David V. Thomas      | – Kelvin Owens     |
| Setu Taase           | – Junior Palaita   |
| Mo McRae             | – Leon Hayes       |
| James Earl           | – Donald Madlock   |
| Trever O'Brien       | – Kenny Bates      |
| Brandon Smith        | – Bug Wendal       |
| Jurnee Smollett-Bell | – Danyelle Rollins |
| Michael J. Pagan     | – Roger Weathers   |
| Jamal Mixon          | – Jamal Evans      |